# Турандот (опера)
«Турандот» (итал. Turandot) — опера Джакомо Пуччини в трёх действиях (пяти картинах), по одноимённой пьесе К. Гоцци. Либретто Джузеппе Адами и Ренато Симони.
Первое представление состоялось 25 апреля 1926 года в Милане. Пуччини умер в 1924 году, не успев завершить работу над оперой, и в дальнейшем все представления «Турандот» завершались заключительным дуэтом и финалом, написанными Франко Альфано на основе черновиков автора. Впоследствии были предложены другие варианты окончания оперы.
Хотя сама опера ставится театрами не так часто, как некоторые другие творения Пуччини, ария Калафа «Nessun dorma» из последнего акта является одним из самых популярных оперных номеров (как среди исполнителей, так и среди слушателей).

## Действующие лица
| Партия | Голос   | Премьера в Милане, театр Ла Скала 25 апреля 1926 года дирижёр Артуро Тосканини |
| --- | ------- | ------------------------------------------------------------------------------ |
| Принцесса Турандот | сопрано | Роза Раиза                                                                     |
| Альтоум, китайский император, её отец | тенор   | Франческо Доминичи                                                             |
| Тимур, свергнутый татарский царь | бас     | Карло Вальтер                                                                  |
| Калаф, его сын | тенор   | Мигель Флета                                                                   |
| Лиу, рабыня | сопрано | Мария Дзамбони                                                                 |
| Пинг, великий советник | баритон | Джакомо Римини                                                                 |
| Панг, великий прорицатель | тенор   | Эмилио Вентурини                                                               |
| Понг, великий повар | тенор   | Джузеппе Нести                                                                 |
| Мандарин | баритон | Аристиде Баракки                                                               |
| Персидский принц, палач, императорская гвардия, слуги палача, дети, восемь мудрецов, служанки Турандот, солдаты, знаменосцы, музыканты, тени умерших, толпа — хор либо без пения |         |                                                                                |

## История создания

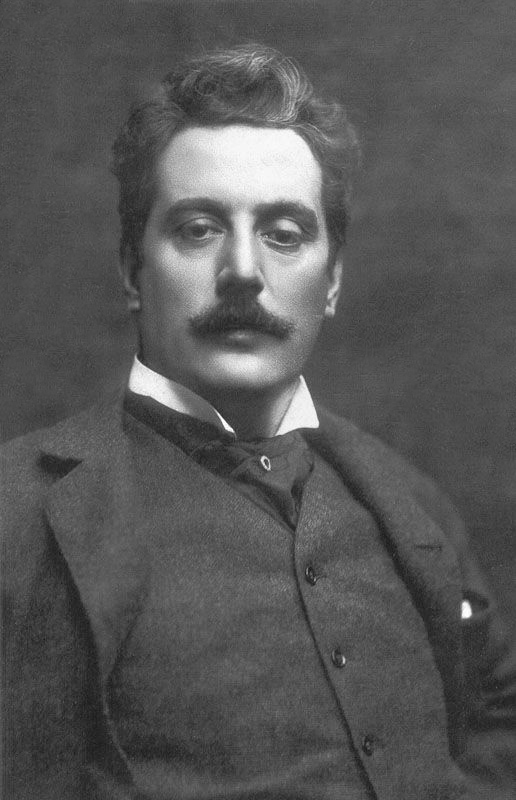
Джакомо Пуччини

Идея создания оперы на сюжет сказки Гоцци родилась у Пуччини в 1919 году под влиянием впечатления от драматического спектакля в театре Макса Рейнгардта.
Получив согласие либреттистов Адами и Симони на переработку пьесы, он приступил к работе и сам. При этом он не ограничился только сочинением музыки, в его письмах зафиксированы многочисленные указания либреттистам о содержании оперы. В либретто исследователи, наряду с основой, взятой у Гоцци, находят также влияние Шиллера, создавшего свой вариант этого сюжета, а также Шекспира.
Работа композитора над «Турандот» длилась с лета 1920 года до самой смерти композитора в 1924 году. За это время он успел написать около трёх четвертей предполагаемого объёма оперы, не завершив последнего дуэта Турандот и Калафа и заключительной сцены третьего акта. В настоящее время опера известна в версии, оконченной усилиями Франко Альфано, который по сути дописал за покойного композитора заключительный акт.
Сюжет оперы строится вокруг истории любви жестокой принцессы Турандот и принца Калафа. Как и в сказке Гоцци, Турандот испытывает всех претендентов в женихи, загадывая им три загадки, с условием, что отгадавший получит Турандот в жёны, а ответивший неверно будет казнён. После ряда перипетий Калаф отгадывает загадки и получает Турандот, наконец уступившую силе чувства. Побочной линией является история влюблённой в Калафа рабыни Лиу (встречается вариант «Лю»). В отличие от пьесы Гоцци, где соперница Турандот Адельма была коварна и хитра, Лиу воплощает собой только трогательную женственность, что подчёркивается её мягкой и лиричной вокальной партией.
«Турандот» не является типичной оперой для Пуччини. Как отмечал в 1963 году музыковед И. Нестьев, в этом произведении композитор «резко нарушил традицию строгой камерности, лирической интимности, преобладавшей в большинстве его прежних опер: он словно воскресил здесь на новом этапе забытый тип opera seria с громадными хоровыми массивами ораториального плана».
Аналогично сюжетным линиям, исследователи видят в «Турандот» соответствующие основные музыкальные темы: «ледяную» тему самой принцессы, «героическую» тему Калафа, «комическую» и «циничную» тему министров, «романтическую» тему Лиу, а также тему народа (массовые хоровые сцены). Музыковед Джордж Марек не исключает, что эта «народная тема», не свойственная другим произведениям композитора, могла появиться в «Турандот» под влиянием М. Мусоргского и его «Бориса Годунова».

## Либретто
Действие происходит в Китае «в легендарные времена».

### Акт I

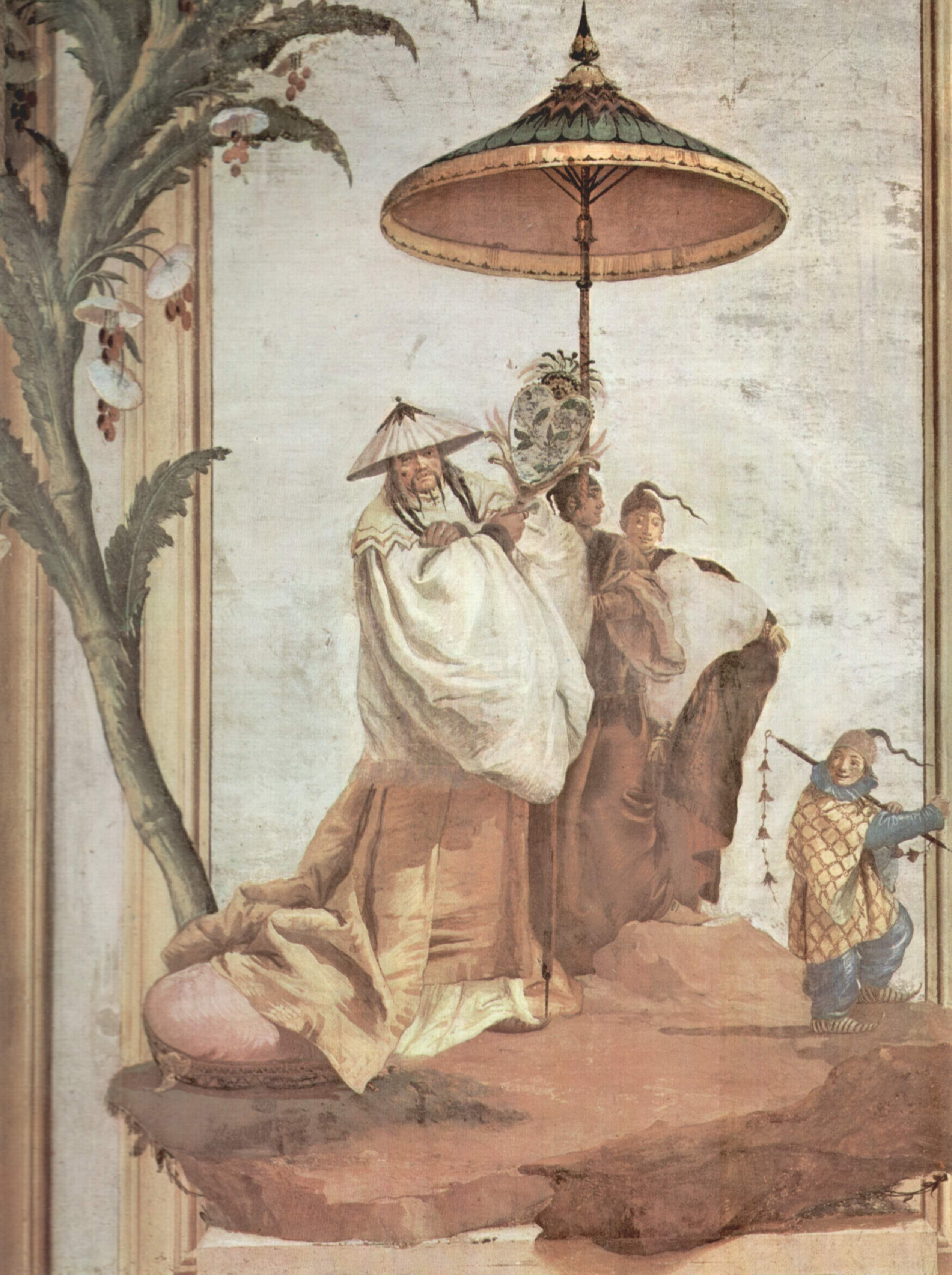
Фрески Джованни Баттисты Тьеполо на китайскую тему могли бы стать декорациями к опере

Мандарин объявляет закон: «Любой человек, который хочет жениться на Турандот, должен сначала ответить на её три загадки. Если он потерпит неудачу, то будет казнён». Персидский принц потерпел неудачу и должен быть казнён на восходе луны. Разъярённая толпа желает казни, стража оттесняет её от императорского дворца. В сутолоке на землю падает оборванный старик — это татарский царь Тимур, свергнутый и лишившийся зрения в результате переворота. Оставшаяся верной повелителю рабыня Лиу в отчаянии: она не может поднять Тимура. К счастью, ей помогает юноша Калаф; он оказывается единственным сыном царя Тимура, путешествующим инкогнито.
По сцене идёт юный персидский принц. Его вид вызывает в толпе жалость, ропот, а затем и негодование. Усмирить народ выходит сама принцесса, её неземная красота пленяет Калафа. Во что бы то ни стало он решает добиться её любви. Дорогу ему преграждают три министра: Пинг, Панг, Понг; Лиу с арией «Signore, ascolta» («Послушай, господин мой!»), где она признаётся Калафу в любви; Тимур с плачем: «Ah, per ultima volta» («О, в последний раз»). Калаф отвечает Лиу знаменитой арией «Non piangere, Liu» («Не плачь, моя Лиу») и идёт к гонгу. Трижды ударив в него, он зовёт: «Турандот!»
«Бессмысленно кричать по-гречески, по-китайски, по-монгольски! — восклицают министры. — Только гонг зазвучит — и смерть на зов спешит!»

### Акт II
Императорские министры Пинг, Понг и Панг готовятся к церемонии загадок и оплакивают участь Китая. По их словам, несчастная страна не знает покоя из-за Турандот. «Вот до чего мы докатились! — В палачей мы превратились! — Министры — убийцы». Они мечтают поскорей покинуть проклятую работу и вернуться к тихой, спокойной жизни (трио «Ho una casa nell’Honan»; «У меня в Хэнани дом»).

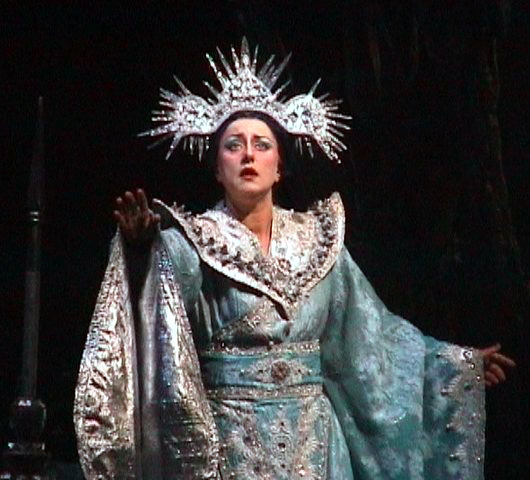
Габриеле Мария Ронге в роли Турандот в современной немецкой постановке

Площадь перед дворцом. Старый император Альтоум пытается отговорить Калафа от состязаний («Basta sangue!»; «Хватит крови!»). «Дай мне, юноша, спокойно умереть, о смерти твоей не сожалея!» Но Калаф непреклонен. Тогда появляется принцесса Турандот, она рассказывает о своей ненависти ко всей сильной половине человечества, вспоминает свою бабушку, принцессу Лоу-Линь, которую обесчестили дерзкие завоеватели (Ария «In questa reggia»; «В этом дворце»).
Калаф просит загадывать загадки. Первая загадка: что это за чудесный призрак, летающий под покровом ночи? Утром он исчезает, чтобы воскреснуть в сердце на закате, мир его умоляет остаться, но он непреклонен. Калаф легко находит ответ: это надежда.
Вторая загадка: горит как пламя, но не пламя, в час последний похолодеет, ей ты с трепетом внимаешь, а цветом схожа с зарёй? И тут принц не затрудняется: это кровь. Третья загадка: лёд зажёг твоё сердце, но оно не может растопить этот лёд. Что же это такое, и свет, и тьма, сделает рабом захотевшего воли, сделает царём захотевшего рабства?
Калаф затрудняется ответить; его подбадривают император, министры, народ и Лиу. Турандот заглядывает ему в лицо и усмехается: «Ну, чужестранец, так что же это за лёд, который зажигает пламя?» Это подсказывает Калафу ответ: «Моим пламенем я растоплю твой лёд: Турандот!»
Принцесса в отчаянии: она просит отца не выдавать её за чужеземца. «Священна клятва! — Нет, не клятва, а дочь священна!» Однако Калаф не хочет брать Турандот силой. Он загадывает ей загадку на таких условиях: если Турандот отгадает её до восхода солнца — Калаф сам пойдёт на смерть. Если же нет, принцесса выйдет за него замуж. Загадка звучит просто: Турандот должна назвать имя неизвестного принца. Народ расходится, славя своего императора.

### Акт III
Императорский сад, залитый лунным светом. Глашатаи оповещают о приказе Турандот: «Этой ночью никто не спит в Пекине» — никому не спать, во что бы то ни стало, под страхом смерти, вызнать имя неизвестного принца. Но Калаф полон радостных надежд: «Секрет мой скрыт во мне, никто не узнает моего имени!» (ария «Никому не спать» [итал. Nessun dorma]).
Появляются министры Пинг, Панг и Понг. Они безрезультатно пытаются соблазнить Калафа прекрасными девушками, богатством и славой. Затем Калафа окружают горожане, которые умоляют его открыть своё имя, ведь иначе им грозит гибель, но и это безуспешно. Тогда толпа угрожает ему смертью, но Калаф непреклонен. Стража вводит Тимура и Лиу, в которых узнают людей, говоривших с неизвестным принцем. Чтобы избавить Тимура от пытки, Лиу объявляет, что только она знает имя. Но выдать имя Калафа она отказывается, говоря, что силы молчать даёт ей любовь.
Она кончает с собой, предсказав Турандот, что и она полюбит принца. Потрясённая толпа уносит тело Лиу, оставляя Турандот и Калафа вдвоём. Поцелуй Калафа заставляет сердце принцессы дрогнуть. Он раскрывает своё подлинное имя, но Турандот объявляет всем, что имя принца — Любовь. Народ в финальном хоре прославляет любовь и жизнь.

## История постановок
В дальнейшем все представления «Турандот» завершались заключительным дуэтом и финалом, написанными Франко Альфано на основе черновиков автора. Эта версия окончания оперы не является единственной. Свои собственные варианты предложили также композиторы Лучано Берио (премьера состоялась в 2002 году, дирижёр В. Гергиев) и Хао Вейя (премьера состоялась в 2008 году).

Уже в 1926 году постановки «Турандот» увидели свет во многих городах мира (Рим, Буэнос-Айрес, Рио-де-Жанейро, Дрезден, Вена, Берлин, Брюссель, Нью-Йорк), а в 1927 году опера была поставлена также в Каире, Берне, Лондоне, Праге, Будапеште и Стокгольме. Пожалуй, самыми коммерчески и критически успешными были постановки 1960-х годов, где роль принцессы Турандот исполняла «шведская валькирия» Биргит Нильсон, а роль Калафа — «принц теноров» Франко Корелли. 

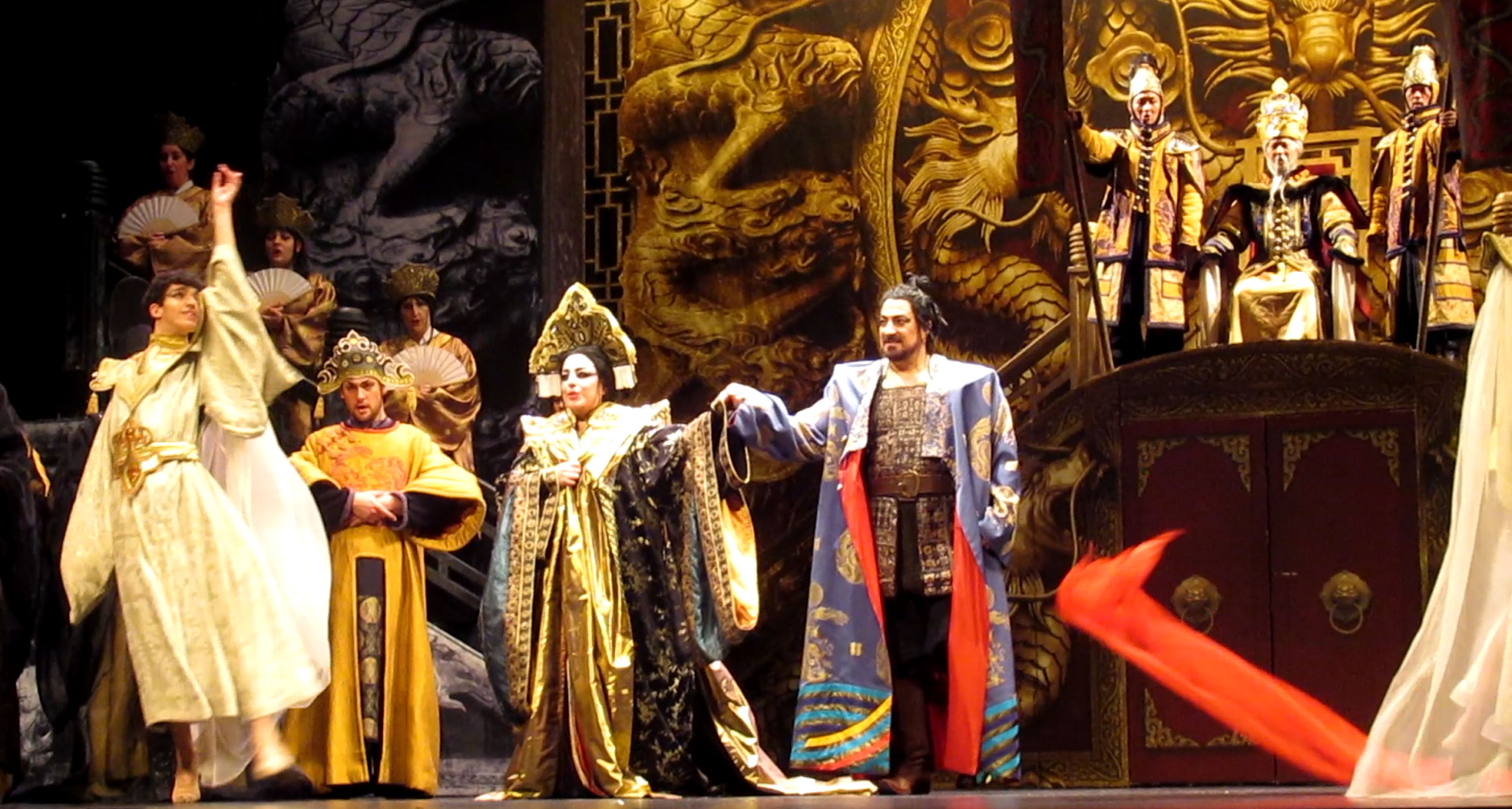
Французская постановка 2023 года

Из более поздних постановок особенно роскошной была версия оперы, поставленная в 1998 году в Запретном городе Пекина (точнее, в храме Таймяо) прославленным кинорежиссёром Чжаном Имоу. Среди исполнявших партию Калафа в этой постановке был российский тенор Сергей Ларин.

### Постановки в СССР и России
В 1928 году премьера оперы состоялась в СССР в Бакинском оперном театре в постановке А. Риделя. Дирижёром выступил А. Клибсон.
В 1931 году «Турандот» впервые была поставлена в Большом театре (на сцене филиала) режиссёром Леонидом Баратовым и дирижёром Львом Штейнбергом. Спектакль шёл на русском языке в переводе П. Антокольского. Основные партии исполняли Ксения Держинская (Турандот), Борис Евлахов (Калаф), Глафира Жуковская (Лиу), Алексей Пирогов-Окский (Тимур). Спектакль выдержал 39 представлений и был снят с репертуара в 1934 году.
Позже спектакли шли на многих оперных сценах СССР и Российской Федерации. В частности:
- До 2015 года опера шла в Большом театре в постановке 2002 года, созданной режиссёром Франческой Замбелло (дирижёр-постановщик Александр Ведерников, художники Георгий Цыпин и Татьяна Ногинова)
- В московской «Геликон-опере» в январе 2017 года состоялась премьера оперы «Турандот» (дирижёр-постановщик Владимир Федосеев, режиссёр-постановщик Дмитрий Бертман, художник-постановщик Камелия Куу). Действие оперы обрывается на последних тактах музыки Пуччини.

## Дискография
- 1938 — дирижёр Франко Гионе, оркестр и хор Итальянского радио в Турине, G.O.P. (Италия)

Исполнители: Турандот — Джина Чинья, Калаф — Франческо Мерли, Лиу — Магда Оливеро, Тимур — Лучано Нерони, Пинг — Афро Поли, Панг — Джино дель Синьоре, Понг — Аделио Загонаро, Альтоум — Армандо Джаннотти
- 1955 — дирижёр Альберто Эреде, хор и оркестр Академии «Санта-Чечилия», DECCA (Италия)

Исполнители: Турандот — Инге Борк, Калаф — Марио дель Монако, Лиу — Рената Тебальди, Тимур — Никола Заккариа
- 1957 — дирижёр Туллио Серафин, хор и оркестр театра Ла Скала, EMI

Исполнители: Турандот — Мария Каллас, Калаф — Эуженио Фернанди, Лиу — Элизабет Шварцкопф, Тимур — Никола Заккариа, Понг и Персидский принц — Пьеро де Пальма
- 1959 — дирижёр Эрих Лайнсдорф, хор и оркестр Римского оперного театра, RCA Victor; первая в истории премия «Грэмми» за лучшую оперную запись (1961)

Исполнители: Турандот — Биргит Нильсон, Калаф — Юсси Бьорлинг, Лиу — Рената Тебальди
- 1961 — дирижёр Леопольд Стоковский, хор и оркестр «Метрополитен-опера», Cantus

Исполнители: Турандот — Биргит Нильсон, Калаф — Франко Корелли, Лиу — Анна Моффо
- 1964 — дирижёр Джанандреа Гавадзени, хор и оркестр театра «Ла Скала», Nuova Era (Италия)

Исполнители: Турандот — Биргит Нильсон, Калаф — Франко Корелли, Лиу — Галина Вишневская, Тимур — Никола Заккариа, Альтоум — Анжело Меркуриали, Пинг — Ренато Капекки, Панг — Франко Риччарди, Понг — Пьеро де Пальма, Мандарин — Виргилио Карбонари
- 1965 — дирижёр Франческо Молинари-Праделли, хор и оркестр Римской оперы, EMI (Италия)

Исполнители: Турандот — Биргит Нильсон, Калаф — Франко Корелли, Лиу — Рената Скотто, Пинг — Гвидо Мадзини, Панг — Франко Риччарди, Понг — Пьеро де Пальма, Тимур — Бональдо Джиотти
- 1972 — дирижёр Зубин Мета, Лондонский филармонический оркестр, хор John Alldis Choir, DECCA (Великобритания)

Исполнители: Турандот — Джоан Сазерленд, Калаф — Лучано Паваротти, Лиу — Монсеррат Кабалье, Тимур — Николай Гяуров, Альтоум — Питер Пирс
- 1977 — дирижёр Риккардо Шайи, хор и оркестр Оперы Сан-Франциско, Legato Classics (США)

Исполнители: Турандот — Монсеррат Кабалье, Калаф — Лучано Паваротти, Лиу — Леона Митчелл, Тимур — Джорджо Тоцци, Мандарин — Альдо Браманте, Пинг — Дейл Дьюзинг, Панг — Реми Корацца, Понг — Йозеф Франк, Альтоум — Раймонд Мантон
- 2008 — дирижёр Зубин Мета, хор и оркестр Дворца Искусств Валенсии, C Major Entertainment GmbH (Германия)

Исполнители: Турандот — Мария Гулегина, Калаф — Марко Берти, Лиу — Алексия Вулгариду, Тимур — Александр Цымбалюк, Мандарин — Венцеслав Анастасов, Пинг — Фабио Превиати, Панг — Винсен Эстеве, Понг — Роже Падюли, Альтоум — Хавиер Агульо
- 2019, 12 октября — дирижёр Янник Незе-Сеген, хор и оркестр Метрополитен-оперы (США)

Режиссёр — Франко Дзеффирелли
Исполнители: Турандот — Кристин Гёрке, Калаф — Юсиф Эйвазов, Лиу — Элеонора Буратто, Тимур — Джеймс Моррис, Пинг — Алексей Лавров
Ведущая — Энджел Блю.

## В астрономии
В честь главной героини оперы назван астероид (530) Турандот, открытый в 1904 году немецким астрономом Максом Вольфом в Обсерватории Хайдельберг-Кёнигштуль.